# Le MusikHall
REDIRECTION Rennes parc expo#Hall 9 : Le Musikhall